# سرزمین موعود (فیلم ۲۰۲۳)
سرزمین موعود (انگلیسی: The Promised Land) با عنوان اصلی حرام‌زاده (دانمارکی: Bastarden) یک فیلم حماسی درام تاریخی به کارگردانی نیکلای آرسل و بر پایهٔ فیلم‌نامه‌ای از نیکلای آرسل و آندرس توماس ینسن است که در سال ۲۰۲۳ منتشر شد. تصویربرداری فیلم در ۵ سپتامبر ۲۰۲۲ آغاز و اوایل نوامبر همان سال پایان یافت. مکان‌های فیلمبرداری در آلمان، سوئد و جمهوری چک بودند.
این فیلم نخستین بار در ۳۱ اوت ۲۰۲۳ در هشتادمین دورهٔ جشنواره فیلم ونیز (جهت رقابت برای شیر طلایی) اکران شد و نمایندهٔ کشور دانمارک در نود و ششمین دوره جوایز اسکار که در میان فهرست ۱۵ فیلم نهایی منتخب جهت رقابت برای دریافت جایزه اسکار بهترین فیلم بین‌المللی بود. این فیلم همچنین در ۷ سپتامبر ۲۰۲۳ در ۴۸مین دورۀ جشنواره بین‌المللی فیلم تورنتو به نمایش درآمد.
در وبگاه بازبینی جمعی راتن تومیتوز ۸۸٪ از ۲۶ منتقد سینما، نظر مثبتی دربارۀ فیلم داشته و نمره ۷٫۱/۱۰ را به فیلم داده‌اند. وبگاه متاکریتیک که میانگین وزنی نقدها را می‌سنجد، نمرهٔ ۷۴ از ۱۰۰ را بر پایهٔ ۹ نقد به فیلم داد و نوشت که نقدها «به‌طور کلی مطلوب» بودند.

## گزیدهٔ بازیگران
برخی از بازیگران فیلم عبارتند از:
- مس میکلسن
- آماندا کالین
- گوستاو لیند
- توماس گابریلسون
- ماگنوس کرپر
- سورن مالینگ
- فلیکس کرامر[۱۹]

## جوایز
| جایزه             | تاریخ                    | شاخه/رشته                       | دریافت‌کننده  | نتیجه    | منبع   |
| ----------------- | ------------------------ | ------------------------------- | ------------ | -------- | ------ |
| جشنواره فیلم ونیز | ۳۰ اوت تا ۹ سپتامبر ۲۰۲۳ | شیر طلایی                       | سرزمین موعود | نامزدشده | [ ۲۰ ] |
| جوایز فیلم اروپا  | ۹ دسامبر ۲۰۲۳            | بهترین فیلمبردار اروپا          | راسموس ویدبک | برنده    | [ ۲۱ ] |
| جوایز فیلم اروپا  | ۹ دسامبر ۲۰۲۳            | بهترین طراح لباس اروپا          | کیکی ایلاندر | برنده    | [ ۲۱ ] |
| جوایز فیلم اروپا  | ۹ دسامبر ۲۰۲۳            | بهترین بازیگر نقش اول مرد اروپا | مس میکلسن    | برنده    | [ ۲۲ ] |